# Rafael Kubelík

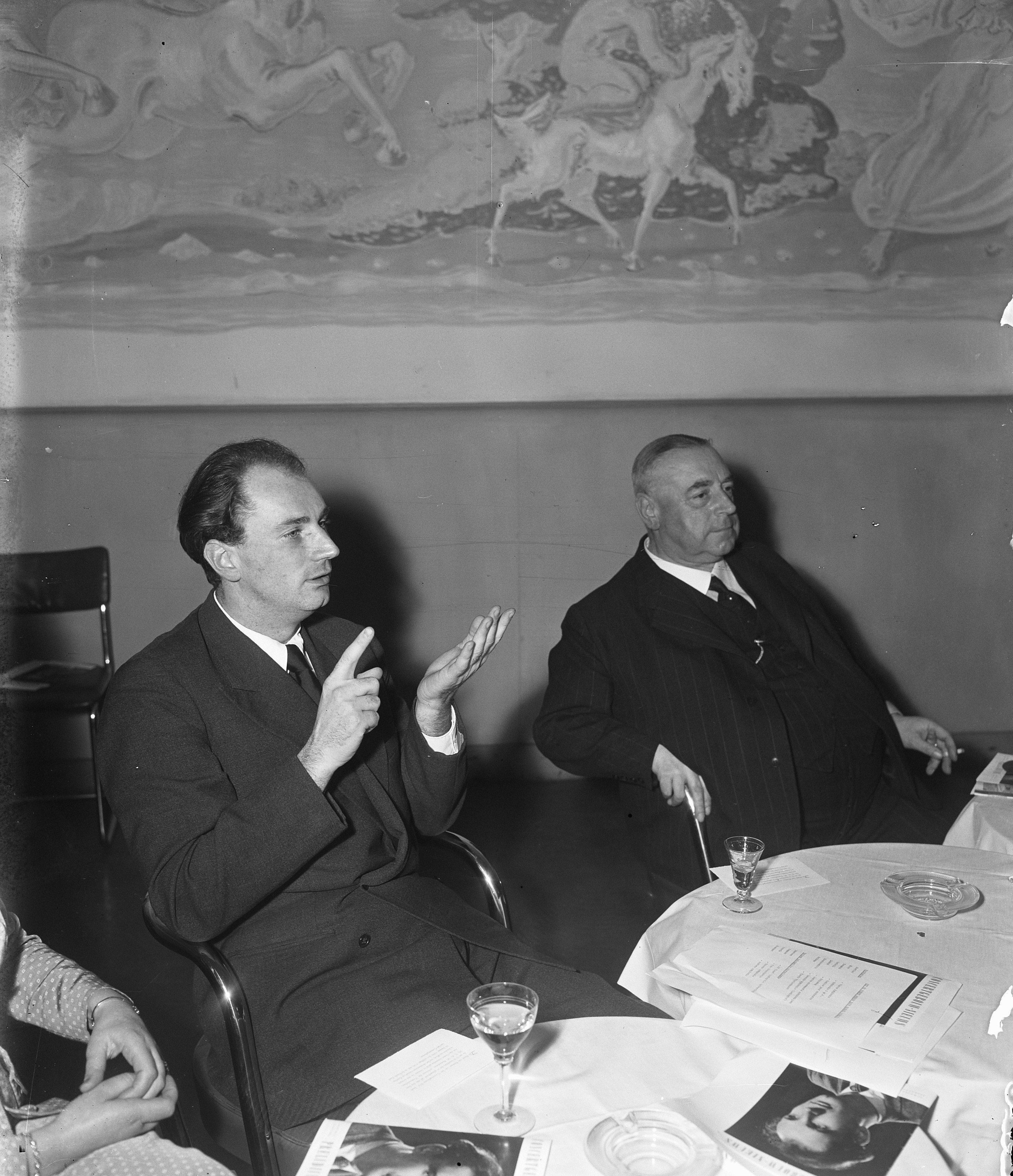
Rafael Kubelík (links) 1950

Jeroným Rafael Kubelík (* 29. Juni 1914 auf Schloss Horskyfeld in Býchory, Böhmen; † 11. August 1996 in Kastanienbaum, Kanton Luzern) war ein tschechisch-schweizerischer Dirigent und Komponist.

## Leben

### Herkunft und Ausbildung
Rafael Kubelík war das sechste von acht Kindern des Geigers Jan Kubelík. Er hatte fünf ältere Schwestern, die alle Geige spielten, und zwei jüngere Brüder, von denen der jüngste im Alter von zwei Jahren starb. Der Vater förderte seine musikalische Ausbildung. Rafael Kubelík studierte am Prager Konservatorium Violine, Klavier, Dirigieren und Komposition.

### Dirigent
Im Alter von 19 Jahren dirigierte Kubelík am 16. Februar 1934 zum ersten Mal die Tschechische Philharmonie. Während der deutschen Besatzungszeit war Kubelík von 1939 bis 1941 Opernchef an der Brünner Oper. Er wurde 1942 als Nachfolger von Václav Talich Chefdirigent der Tschechischen Philharmonie und behielt diese Position bis 1948. 1946 eröffnete er den ersten Jahrgang des Festivals Prager Frühling.
Zusammen mit seiner ersten Frau Ludmila Bertlová, einer Geigerin, verließ Kubelík nach dem Februarumsturz 1948 seine Heimat und wirkte zunächst einige Jahre in den USA. Von 1950 bis 1953 war er Music Director beim Chicago Symphony Orchestra. Von 1955 bis 1958 war er Chief Administrator des Royal Opera House in Covent Garden in London. Er leitete 1957 die Weltpremiere einer gekürzten Fassung der Oper Les Troyens von Hector Berlioz, die im Jahr 1858 von der Opéra in Paris abgelehnt worden war. Von 1958 bis 1961 arbeitete er als Gastdirigent mit vielen Orchestern zusammen, darunter die Wiener Philharmoniker und das Israel Philharmonic Orchestra.
Von 1961 bis 1979 war Kubelík Chefdirigent des Symphonieorchesters des Bayerischen Rundfunks (BRSO). Als er 1979 das Pensionsalter erreicht hatte, endete sein Vertrag als Chefdirigent. Danach stand er dem Orchester als ständiger Gastdirigent weiterhin zur Verfügung, formell noch bis 1985. Er nahm diese Aufgabe jedoch nur bis 1983 wahr, als Colin Davis sein Nachfolger als Chefdirigent wurde.
1973/1974 war Kubelík sechs Monate lang Music Director an der Metropolitan Opera („Met“) in New York. Göran Gentele, der Nachfolger von Rudolf Bing als Intendant der Met, hatte ihn 1971 eingeladen, das neu geschaffene Amt zu übernehmen. Kubelík sagte zu (obwohl ihm sein Freund Otto Klemperer abgeraten hatte), teils weil er und Gentele ähnliche Vorstellungen zur künstlerischen Weiterentwicklung der Met hatten. Als Gentele 1972 bei einem Autounfall starb, schwand Kubelíks Interesse an der bevorstehenden Aufgabe. Parallel zu seiner Arbeit an der Met nahm er weitere Verpflichtungen an, was zu Spannungen führte. Schließlich verließ er New York nach nur einer Saison und kehrte nach Europa zurück.
Das BRSO war unter Kubelíks Leitung 1965 erstmals beim Lucerne Festival aufgetreten und blieb dem Festival danach dauerhaft verbunden. 1984 stand beim Lucerne Festival „Musik aus der Tschechoslowakei“ auf der Agenda. Kubelík nahm ein letztes Mal mit dem BRSO teil und beschloss das Festival mit einer Gesamtaufführung von Smetanas Zyklus Mein Vaterland (tschechisch Má Vlast).
Kubelík galt vor allem als Spezialist für tschechische Komponisten, wobei seine Interpretationen der Kompositionen von Dvořák und Janáček Maßstäbe gesetzt haben. Auch für das Werk Gustav Mahlers setzte er sich ein und begann in den 1960er Jahren als erster mit einer Gesamteinspielung von dessen Sinfonien auf Schallplatte (er wurde allerdings in diesem Unterfangen von Leonard Bernstein „überholt“, dessen später begonnene Gesamtaufnahme zuerst fertiggestellt wurde). Für diesen Einsatz erhielt er von der Internationalen Gustav Mahler Gesellschaft 1960 die goldene Mahler-Medaille.
1984 zog er sich vom Dirigieren zurück, um nur noch zu komponieren.
Nach der Samtenen Revolution kehrte er 1990 auf Einladung von Václav Havel nach Prag zurück, um dort beim Eröffnungskonzert des Prager Frühlings am 12. Mai Smetanas Má Vlast zu dirigieren. Dies war sein erster Auftritt in der Heimat seit seiner Emigration im Jahr 1948. Am 9. Juni gab er ein weiteres Konzert auf dem Altstädter Ring in Prag, bei dem er Musiker der Tschechischen Philharmonie aus Prag, der Slowakischen Philharmonie aus Bratislava und der Mährischen Philharmonie aus Brno zu einem gewaltigen Orchester vereinte.
Am 11. Oktober 1991 gab der 77-jährige Kubelík sein letztes Konzert in Europa, ein Benefizkonzert zugunsten der karitativen Stiftung von Václav Havels Gattin Olga Havlová, bei dem Mozart und Dvořáks Sinfonie Aus der Neuen Welt gespielt wurden. Danach hatte er anlässlich des 100-jährigen Jubiläums des Chicago Symphony Orchestra noch einmal einen glanzvollen Auftritt in Amerika. Beim abschließenden Galakonzert am 18. Oktober, bei dem dieselben Werke gespielt wurden wie bei den beiden Eröffnungskonzerten im Jahr 1891, teilte sich der neue Chefdirigent Daniel Barenboim das Dirigat mit seinen Vorgängern Kubelík und Solti. Kubelík dirigierte das letzte Werk des Abends, Dvořáks dramatische Ouvertüre Husitská.

### Komponist
Kubelík komponierte unter anderem fünf Opern, drei Sinfonien, drei Requiems, weitere Chorwerke, Kammermusik und Lieder. Musik mit religiösem Bezug nimmt einen Schwerpunkt in Kubelíks Werken ein. Zu dieser Kategorie zählen neben den Opern Veronica und Cornelia Faroli die drei Requiems, ein Stabat Mater, Psalmen, Messen, Kantaten und weitere Chorwerke.
In Grove Music Online wird der Stil seiner Musik als „neoromantisch“ beschrieben. Er selbst sagte, dass verschiedene Elemente in seine Musik einflossen, vom böhmischen Volkslied bis zur Zwölftonmusik. Beim Komponieren fühlte er sich nach eigener Aussage „immer durch das Leben bedrängt“. Er wollte, dass jeder Takt seiner Musik vom Leben legitimiert sei.
Zu den Opern zählen:
- Veronica. Libretto: Dalibor C. Faltis (nach der biblischen Legende vom Schweißtuch der Veronika). UA 19. April 1947 in Brno (Brünn).
- Tagesanbruch. UA 1958.
- Cornelia. Libretto: Dalibor C. Faltis. UA am 15. August 1972 in Augsburg (Städtische Bühnen), Inszenierung: Wilm ten Haaf.[16]

### Privatleben
1942 heiratete Kubelík die tschechische Geigerin Ludmila Bertlová. 1946 wurde der gemeinsame Sohn Martin geboren; er wurde Architekturhistoriker. Nach der Emigration im Jahr 1948 setzte Ludmila Kubelík ihre Karriere im Exil fort. Sie starb 1961 in Luzern infolge eines Verkehrsunfalls. Kubelík widmete ihr sein zweites Requiem, das 1962 in Luzern uraufgeführt wurde.
1963 heiratete Kubelík die australische Sopranistin Elsie Morison (1924–2016). Er hatte sie kennengelernt, als er am Royal Opera House in London zu arbeiten begann und die Besetzung für Smetanas Oper Die verkaufte Braut auswählte – er gab ihr die Titelrolle. Sie kamen einander aber erst später näher, als sie sich beim Mozartfest Würzburg wieder begegneten. Nach der Heirat gab sie ihre Karriere auf, war damit aber glücklich. Sie entschied sich bewusst für das Privatleben in dem Gefühl, dass sie als Sängerin ihren Traum verwirklicht hatte. Die Ehe blieb kinderlos. Kubelíks Sohn Martin aus erster Ehe nennt sie „meine zweite Mutter“.
Seit 1953 hatte Kubelík einen Wohnsitz in der Schweiz, zunächst in Luzern. Ab 1968 lebte er in Kastanienbaum nahe Luzern, direkt am Ufer des Vierwaldstättersees. Dort wohnte er mit seiner zweiten Frau Elsie in einem alten Haus, das ihnen Freunde bei einem Besuch zum Kauf angeboten hatten. Zunächst fehlte noch ein großer Raum für die Musik, deshalb ließen sie diesen dazubauen. 1973 erwarb Kubelík die Schweizer Staatsbürgerschaft.
Kubelík und seine Schwester Anita gehörten zu den Gründungsmitgliedern der Jan-Kubelík-Gesellschaft, die 1990 in Prag gegründet wurde und sich dem Werk seines Vaters widmet.

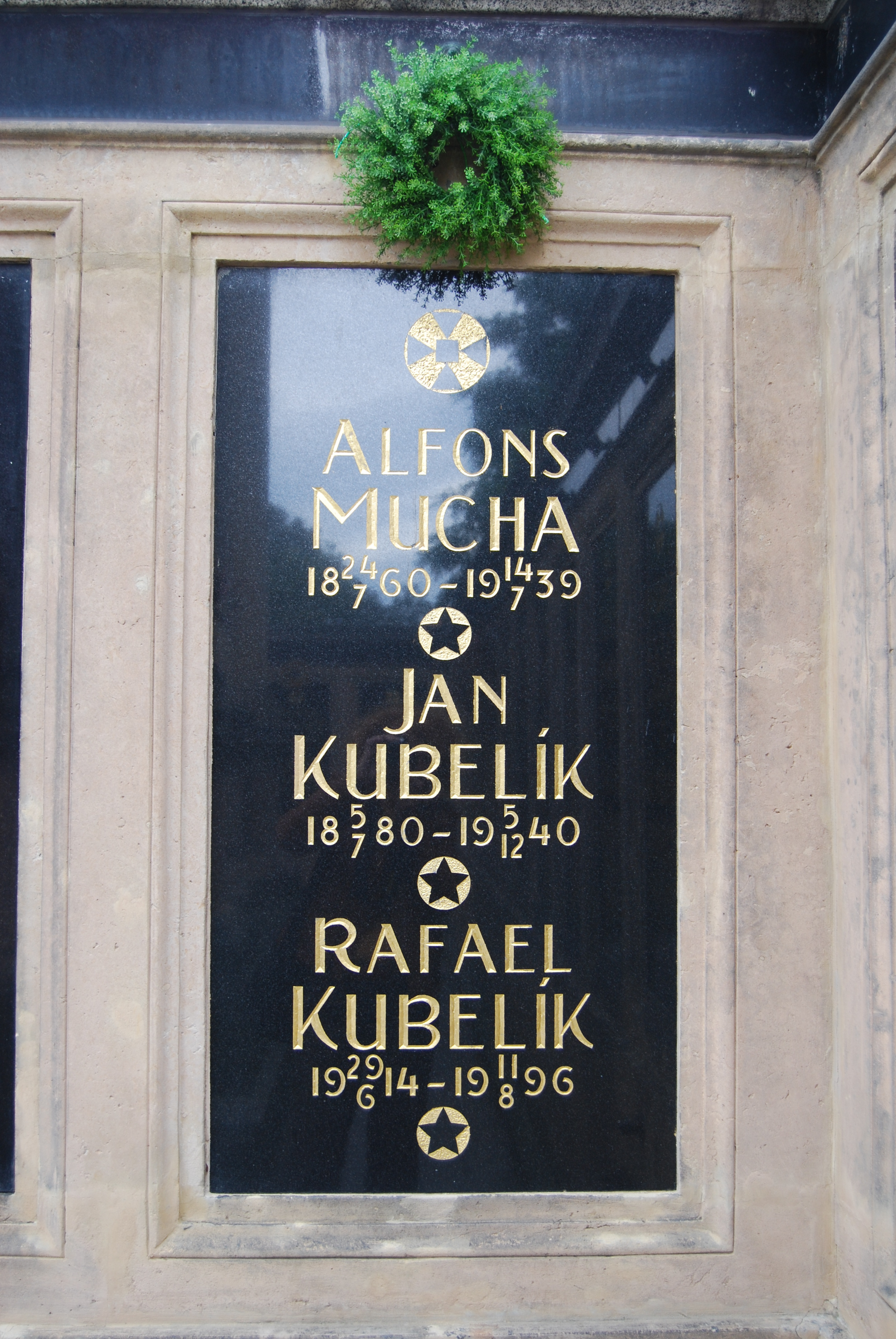
Grabplatte am Slavín-Monument auf dem Vyšehrader Friedhof in Prag

Rafael Kubelík starb 1996 im Alter von 82 Jahren in Kastanienbaum im Kanton Luzern. Seine Asche ist neben der seines Vaters im Slavín-Mausoleum auf dem Vyšehrader Friedhof in Prag bestattet.

## Auszeichnungen
- 1955: Komtur des Ordem da Instrução Pública
- 1960: Mahler-Medaille der Internationalen Gustav Mahler Gesellschaft
- 1960: Ritter des Dannebrogordens
- 1966: Bayerischer Verdienstorden
- 1974: Großes Verdienstkreuz des Verdienstordens der BRD
- 1983: Léonie-Sonning-Musikpreis
- 1984: Kommandeur des Ordre des Arts et des Lettres
- 1991: Tomáš-Garrigue-Masaryk-Orden 1. Klasse
- 1996: Knight Commander des Order of the British Empire

## Trivia
Florian Sonnleitner, langjähriger Konzertmeister des Symphonieorchesters des Bayerischen Rundfunks, berichtete über ein ungewöhnliches Ritual aus der Zeit, als Kubelík Chefdirigent war. Wenn Kubelík unter Applaus auf die Bühne kam und sich nach der Verbeugung auf dem Dirigentenpodest dem Orchester zuwandte, hörte das Publikum einfach nicht auf zu klatschen. Kubelík war dadurch immer genötigt, sich noch einmal umzudrehen und ein zweites Mal zu verbeugen, bevor das Konzert beginnen konnte. Über Jahre sei es Kubelík gelungen, jedes Mal zum Ausdruck zu bringen, dass er ganz überrascht sei und sich über den Zuspruch besonders freue. Er habe dabei aber nie unecht gewirkt. Sonnleitner, der nach Kubelík auch Colin Davis, Lorin Maazel und Mariss Jansons als Chefdirigenten erlebt hatte, sagte rückblickend über Kubelík: „Er war der souveränste, gelösteste Mensch, den wir als Chefdirigent hatten.“
Rafael Kubelík ist ein Großonkel des Geigers René Kubelík, der seit 1999 der Südwestdeutschen Philharmonie Konstanz als stellvertretender 1. Konzertmeister angehört und im Jahr 2002 ein Klaviertrio mit dem Namen New Kubelík Trio gründete.

## Dokumentarfilme
- Rafael Kubelik. Bilder aus dem Leben eines Musikers. BRD 1972, Regie: Jörn Thiel. Video bei YouTube (54:49 Min.).
- Rafael Kubelik. Music is my Country. Deutschland 2003, Regie: Reiner E. Moritz. Video bei YouTube (59:05 Min.). Ausschnitte bei br-klassik.de (3:21 Min.).